# Fiat–Revelli Modello 1914
La metralladora Fiat–Revelli Modello 1914, o simplement Fiat Mod. 14, fou una metralladora mitjana d'origen italià que usava cartutxos 6,5 × 52 mm Mannlicher-Carcano produïda per Fiat.
Dissenyada l'any 1908 pel capità italià Abiel Bethel Revelli di Beaumont, l'arma seria provada amb gran secretisme fins al 1914, quan el cap de l'Estat Major italià, Luigi Cadorna, en va aprovar l'adquisició durant la preparació de l'exèrcit italià per l'entrada a la Primera Guerra Mundial.
Refrigerada per aigua, la Fiat Mod. 14 feia servir un carregador paral·lelepípede rectangular de 50 o 100 bales que funcionava amb un complex mecanisme. La necessitat d'oli per lubrificar el sistema atreia pols i brutícia i feia que fos propensa a encasquetar-se. Tot i això es va mantenir en servei fins al 1945 i va servir de base per la Fiat Modello 1935, que tot i ser refrigerada per aire també tendiria a encasquetar-se.

## Història
Itàlia va ser el primer país a adoptar oficialment la metralladora Maxim, dissenyada per Hiram Stevens Maxim, després de La Spezia de 1887. El 1901 en comprarien uns quants centenars que equiparien durant els anys següents l'exèrcit italià. Tot i això, el Ministeri de Guerra Italià estava interessat en promocionar el desenvolupament d'una metralladora nacional.
El 1901, Giuseppe Perino, l'oficial al càrrec de la fàbrica d'artilleria de Roma va patentar i construir una metralladora amb un mecanisme de retrocés operat per gas força avançat al seu temps. Aquesta metralladora també feia servir pintes de 25 bales que es carregaven des de l'esquerra. No hi havia cap port d'ejecció, ja que els cartutxos tornaven a la pinta un cop gastats. Una caixa de munició s'ajuntava al receptor i tenia cinc pintes de munició més. La metralladora anava consumint les pintes de bales agafant la de sota, de tal manera que era senzill de mantenir-la totalment carregada, col·locant noves pintes a la part superior de la caixa. El Ministeri de Guerra Italià va determinar que era una arma excel·lent i la va mantenir com a secret confidencial. Només en van fabricar unes poques unitats per provar-la fins que la van millorar prou com per competir amb altres metralladores del mercat.
El 1908 Itàlia va dur a terme una prova secreta comparant la Perino amb la Maxim. Tot i fer-ho bé, la Perino necessitava més canvis, resultant en un model 1908 més refinat. Dos anys més tard encara s'hi farien més canvis, sorgint el model 1910. Tot i això, la voluntat de mantenir l'arma secreta feia que el govern italià continués comprant Maxims i evitant fer concursos públics, retardant el desenvolupament de l'arma i sent considerant antiquada sense poder ser provada.

### La metralladora de Revelli

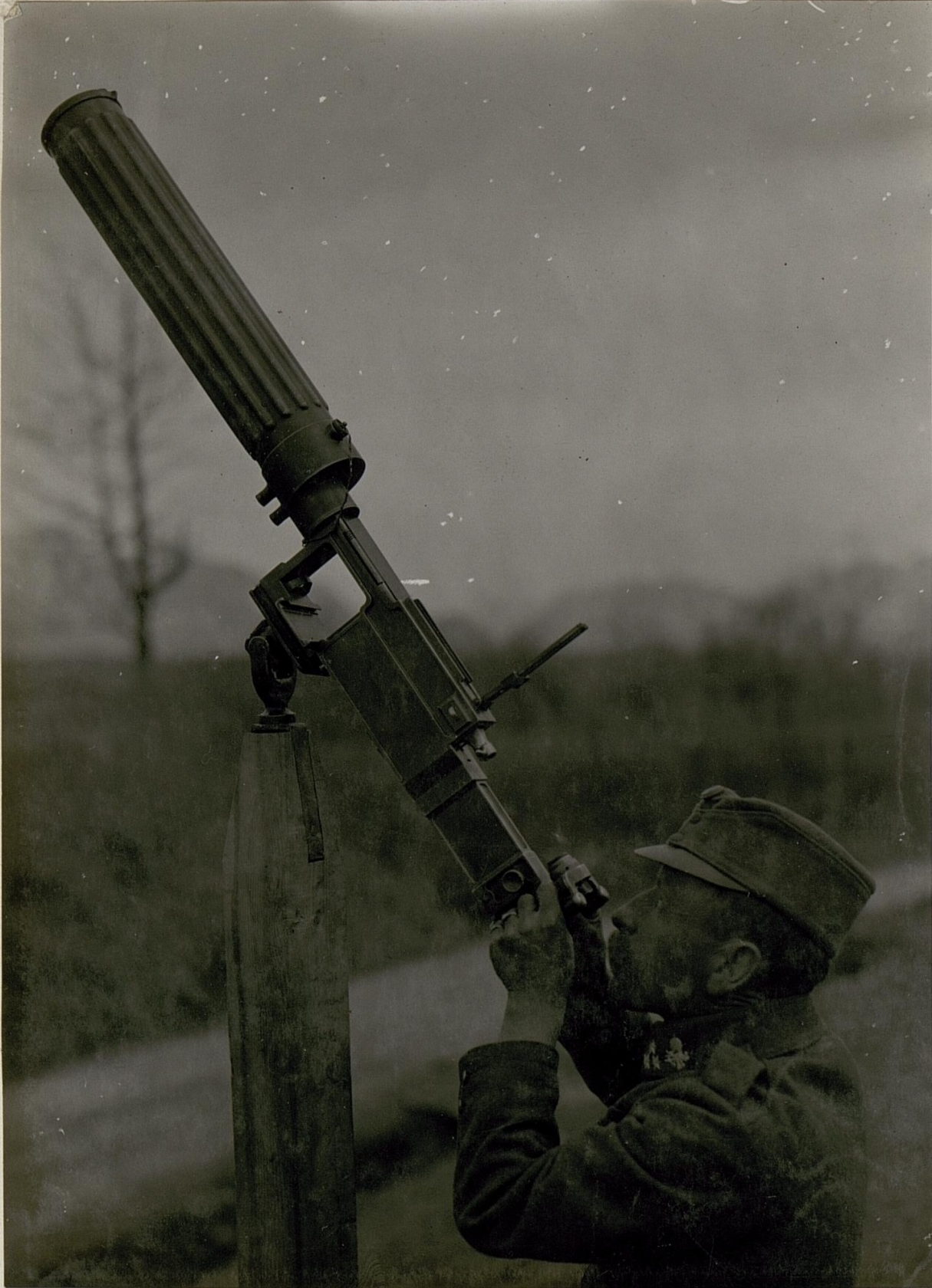
Un soldat austrohongarès servint una metralladora Fiat-Revelli descarregada col·locada en un muntatge antiaeri l'any 1918.

Simultàniament, l'any 1908, un jove inventor italià de Roma, el capità Abiel Bethel Revelli va presentar una patent per una metralladora. Aquesta seria la primera de moltes patents, convertint Ravelli en el sinònim del disseny d'armes automàtiques italianes i que eventualment es convertiria en un oficial d'alta graduació italià.
Revelli ja havia captat l'atenció de l'exèrcit italià quan al voltant de 1906 va desenvolupar un sistema de balanceig de cunya per bloquejar la recambra d'una pistola i que es convertiria en la base de la pistola semiautomàtica Glisenti Modello 1910. La Glisenti M1910 va esdevenir l'arma secundària dels suboficials, artillers i metralladors fins que va ser substituïda per la Beretta Modello 34 l'any 1934.
El 1908, aprofitant aquest sistema que havia desenvolupat, va començar a treballar en una metralladora refrigerada per aigua i que fes servir un accionament de retrocés retardat. A més a més, va dissenyar un sistema d'alimentació únic que feia servir una caixa que contenia tots els cartutxos en lloc d'una cinta o una pinta. La metralladora es va dissenyar pel cartutx estàndard de 6,5 mm estàndard italià.

### L'esclat de la Primera Guerra Mundial
Revelli va continuar perfeccionant la metralladora durant els anys posteriors treballant a la fàbrica d'automòbils FIAT (Fabricca Italia Automobiles Torino) a Torí. El Ministeri de Guerra Italià va anar provant la metralladora, fent un bon paper, però no s'acabava de decidir i no encoratjava a la millora del sistema.
L'esclat de la Primera Guerra Mundial va deixar Itàlia sense un proveïdor fiable de metralladores, ja que els bel·ligerants de seguida van esgotar totes les Maxim, Vickers, St. Etienne i Colt. Aleshores l'exèrcit italià va decidir aprovar l'adopció de la metralladora de Revelli, ja que havia funcionat bé durant les proves i Fiat disposava de la capacitat per fabricar-les immediatament i incrementar-ne la producció. Ràpidament la metralladora es va reanomenar FIAT-Revelli Modello 1914 i va ser apressada a fabricació.

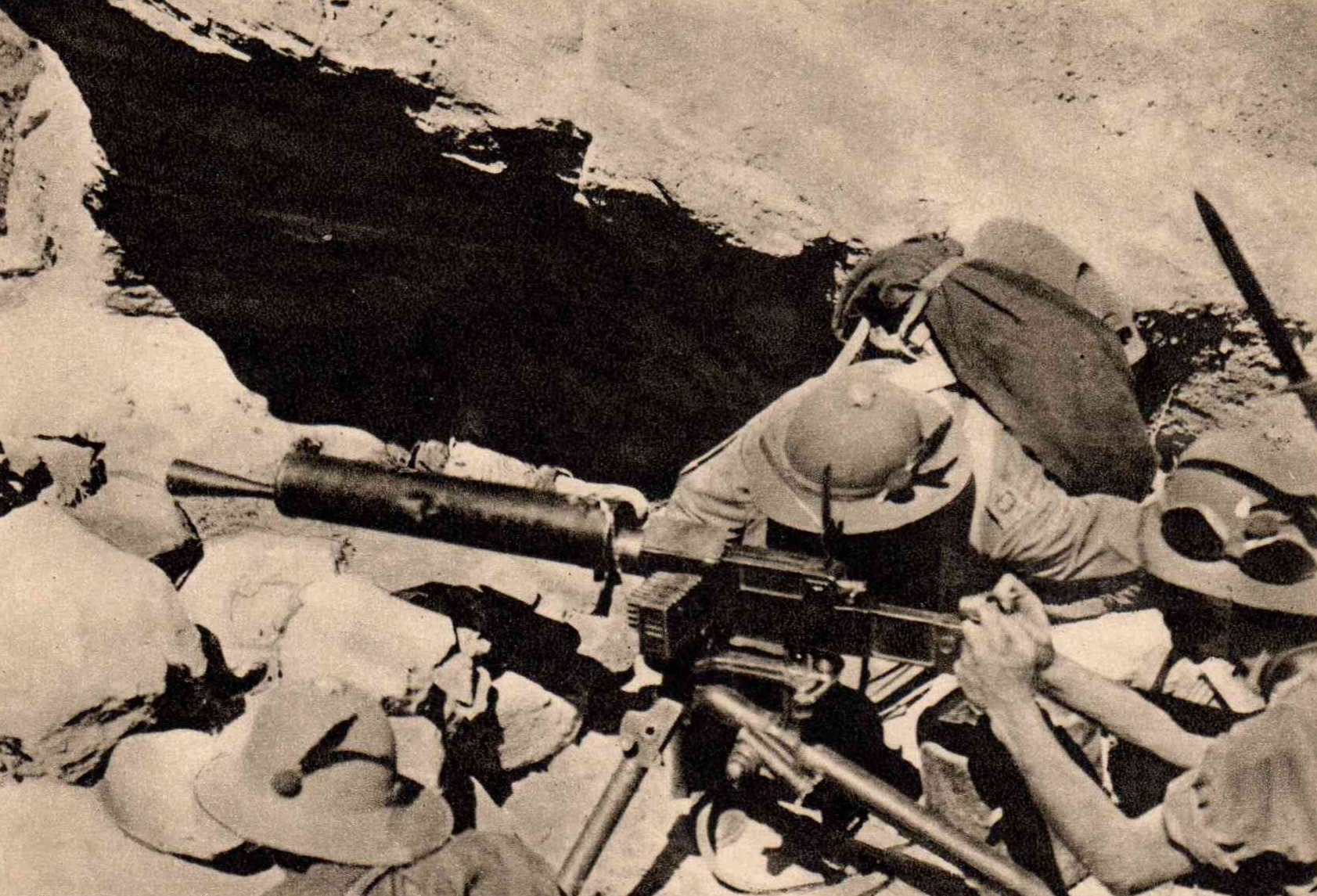
Servidors italians disparant una Fiat–Revelli Modello 1914 durant la Segona guerra italoabissínia l'any 1936.

En combat, el mecanisme va demostrar ser poc fiable i amb tendència a encasquetar-se. Tot i això l'arma es va mantenir en servei durant tota la Gran Guerra i posteriorment, tot i desenvolupar noves metralladores, continuaria fent-se servir fins a l'any 1945.

## Característiques
La metralladora Fiat Mod. 14 tenia una sèrie d'aspectes singulars que la diferenciaven d'altres models contemporanis.

### Selector
Un dels aspectes més interessants del disseny de Revelli és el selector. Hi ha una palanca amb tres posicions just al sobre el gallet pel polze que servia com a mesura de seguretat. A l'esquerra hi ha la marca LENTA, que permetia disparar la metralladora tret a tret, al centre hi ha SICURA, per impedir que l'arma dispari, i a la dreta hi ha RAPIDA, que permet disparar contínuament.

### Maneta

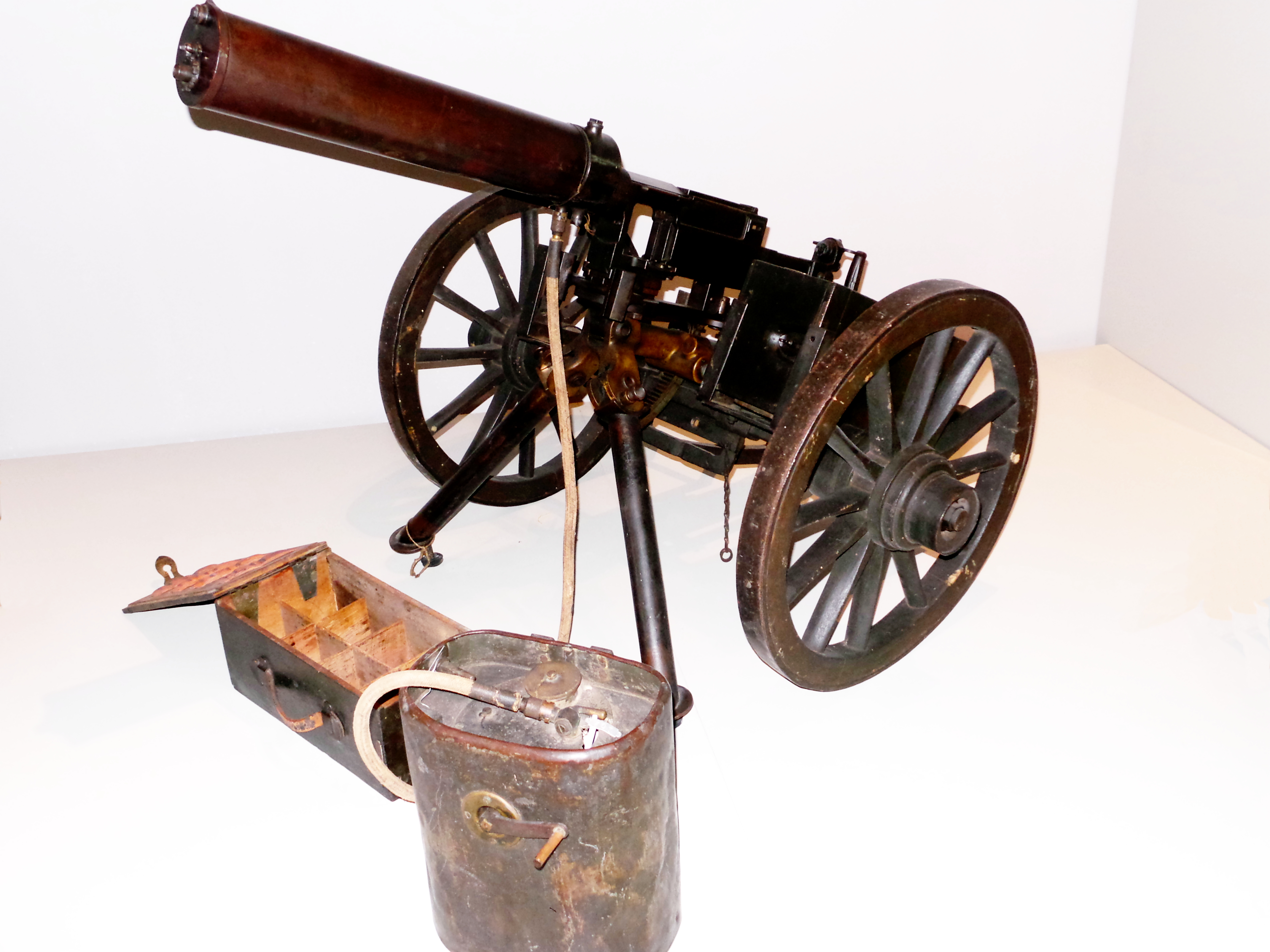
Una Fiat-Revelli 1914 amb la llauna de refrigeració al costat amb la manovella de bombeig visible.

A diferència d'altres models la Revelli tenia una maneta en forma de creu al darrere de la metralladora que s'havia d'estirar cap endarrere per deixar-la carregada. Això permetia un funcionament ambidextre. El principal problema és que la maneta retrocedia quan es disparava l'arma i el moviment podia ser perillós si algú hi posava el dit o la mà.

### Sistema de refrigeració
El sistema de refrigeració era atípic de les armes de l'època. La majoria feien servir una llauna on es condensava el vapor de la camisa de refrigeració que sortia per pressió; per contra, Revelli, va dissenyar un sistema diferent. L'aigua s'introduïa a la camisa per un forat a sobre de la camisa però en comptes d'afegir-hi un sistema de condensació hi havia dues vàlvules fixes a sota de la camisa. Una vàlvula extreia el vapor, que es refredava a una llauna, i l'altre reintroduïa aigua a baixa temperatura mitjançant una petita manovella que havia de fer-se anar manualment per l'assistent del metrallador.

### Trípode

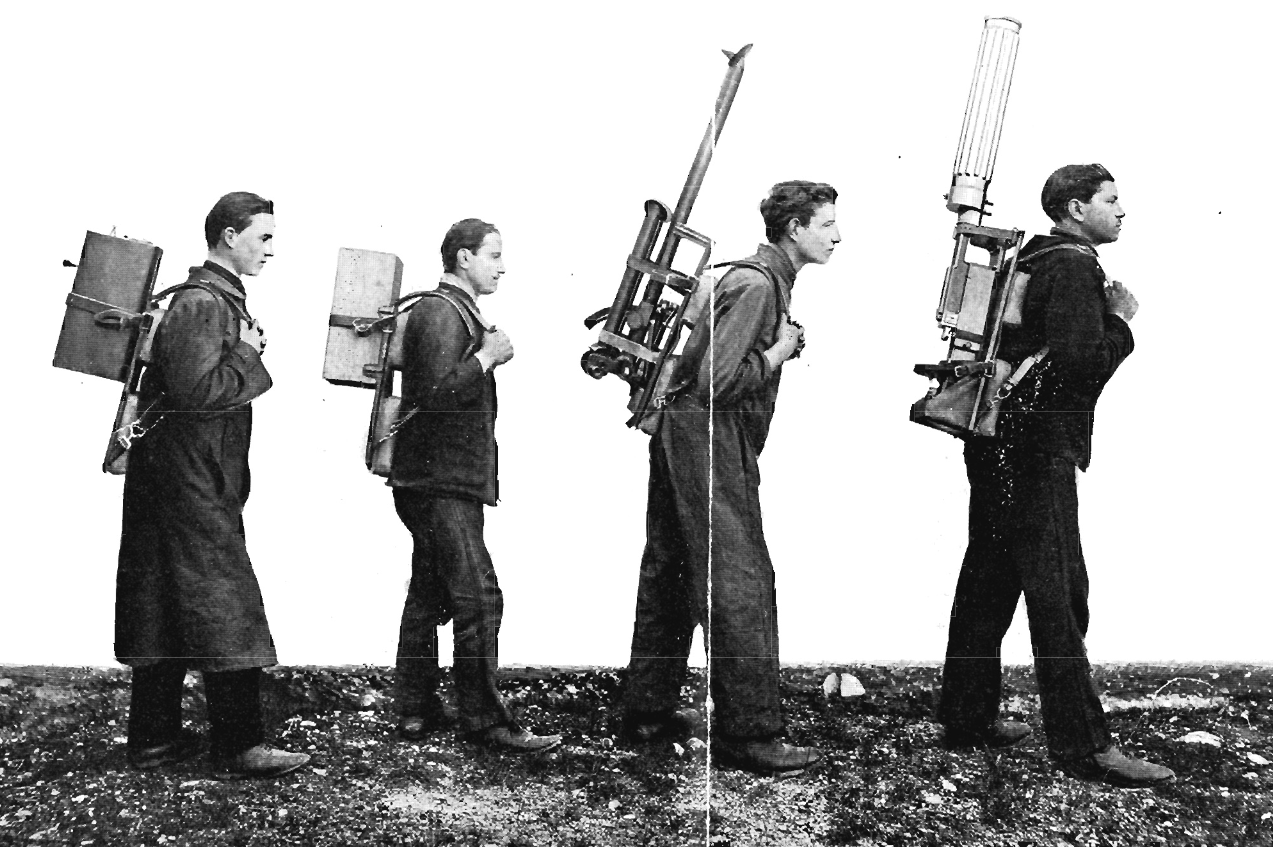
Mètode de transport d'una Fiat-Revelli Modello 1914.

El trípode era de configuració estàndard amb dues potes al davant, que es podien plegar per transportar-lo a l'esquena, i una pota al darrere on no hi havia cap seient pel metrallador. L'arma quedava encaixada a un capçal rotatiu amb una maneta a la dreta per girar-la ràpidament. Al darrere de la metralladora hi havia una altra maneta per un moviment més precís que podia ser ajustat. L'elevació de l'arma també es podia ajustar amb dues palanques al lateral esquerra, una per moviments ràpids i l'altra per afinar.

### Mecanisme
El principi de funcionament de la Fiat Mod. 14 era de retrocés retardat, fent servir el tancament de bloqueig de Revelli. Al disparar, la pressió dels gasos propel·lents feia anar endarrere el forrellat respecte a una mangueta controlada per una falca, que és capaç de girar al voltant d'un eix fix respecte al canó. El moviment cap endarrere del forrellat fa que la mangueta roti cap al darrere. Fent això, el tancament de bloqueig força el canó cap endarrere. Després de fer aquest moviment el tancament queda lliure i continua el moviment per inèrcia. Aleshores el tancament es manté a la part baixa i la mangueta no pot avançar fins que el forrellat no torni a la vora de la posició inicial.
El retorn de totes les peces a les posicions inicials es fa per una forta molla col·locada a una biela, connectada al final del tancament, que controla el foc automàtic.

### Carregador

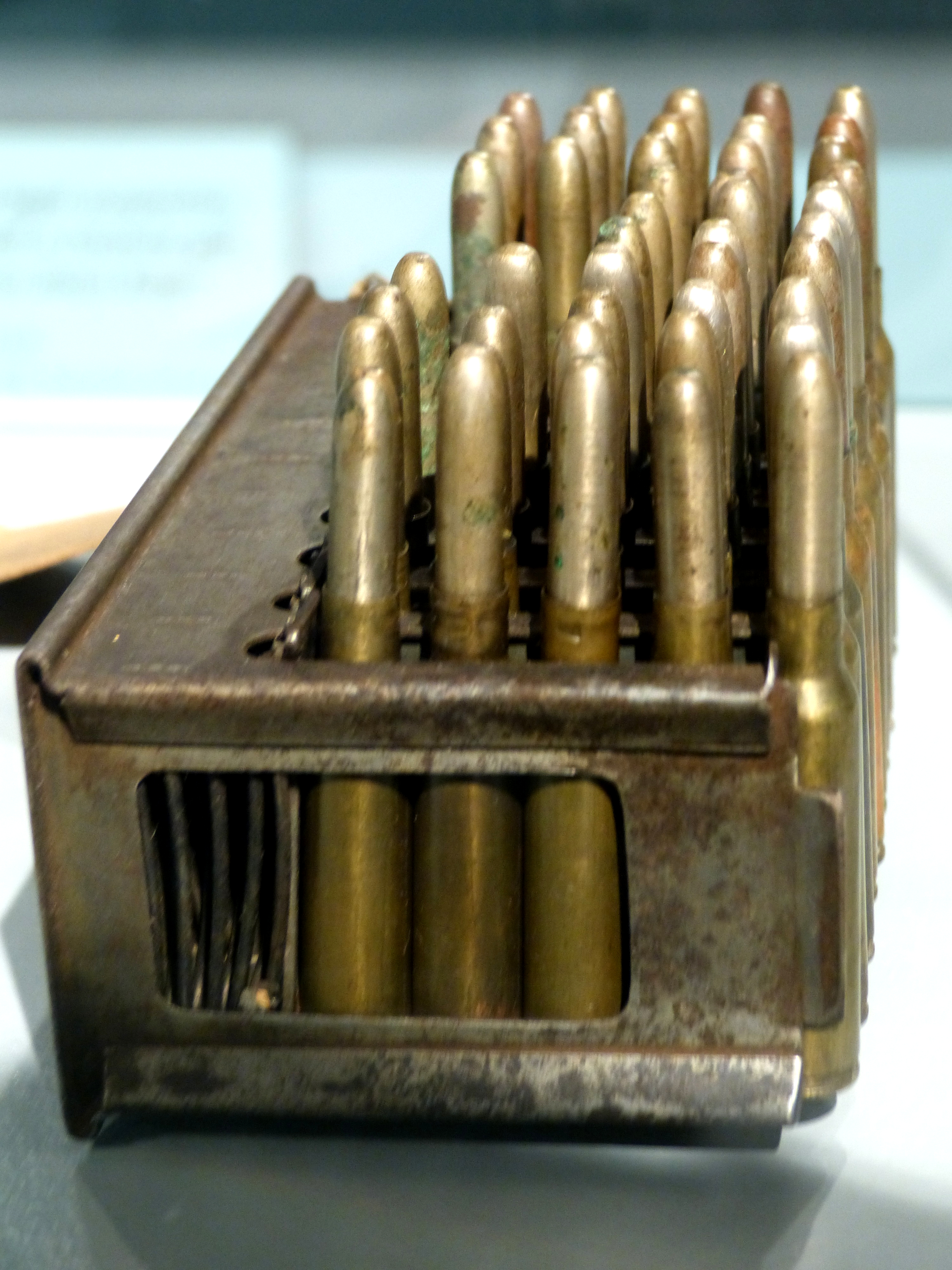
Carregador d'una Fiat Mod.1914.

La part més singular de la Fiat Modello 1914 és el carregador, sovint anomenat d'acció de trampa de ratolins o de gàbia d'esquirol. Generalment el carregador era de 50 cartutxos però també n'hi havia un de 100 per a ús antiaeri, que eren iguals excepte en el nombre de cartutxos.
Els carregadors estan dividits en fileres de 5 bales separades contingudes dins d'una caixa, que es poden introduir individualment o en grups de cinc per sobre fent servir una eina de fusta especial.